# Богинская ГЭС
Богинская ГЭС (ранее ГЭС «Путь к коммунизму») — малая гидроэлектростанция, расположенная на реке Дрисвята в Браславском районе между озёрами Долгое и Верхнее. Была восстановлена в 1995 году и реконструирована в 2015.

## Общие сведения
Введена в эксплуатацию в 1961 году. Первоначальный генератор имел мощность в 630 кВт. После постройки Игналинской АЭС станция начала простаивать. Была восстановлена в 1995 году компанией РУП «Витебскэнерго». За реконструкцию станции снова взялся «Витебскэнерго» и планировал её завершить в 2013 году. Проектом предусматривалось строительство турбинной камеры с двумя гидросиловыми установками ГЭУ-150-1, суммарной мощностью в 300 кВт. Планированная годовая выработка электроэнергии после реконструкции составляла 1,4 млн. кВт/ч. Однако реконструкция была завершена к 2015 году. После ремонта старый генератор из-за технического состояния потерял половину мощности и вырабатывает только 350 кВт.